# Dumbo (pel·lícula de 1941)
|  | «Dumbo» redirigeix aquí. Vegeu-ne altres significats a «Dumbo (pel·lícula de 2019)». |

Dumbo és una pel·lícula d'animació estatunidenca de 1941, dirigida per Ben Sharpsteen. Va ser produïda per Walt Disney i és el quart llargmetratge animat de Walt Disney Pictures. Està basada en la història escrita per Helen Aberson i Harold Pearl, i il·lustrada per Helen Durney. Ha estat doblada al català. L'any 2019 Tim Burton en va fer un remake en imatge real de la pel·lícula, també amb el nom de Dumbo.
El personatge principal és Jumbo Jr, un elefant antropomòrfic que és cruelment anomenat Dumbo (en anglès, dumb és un terme despectiu per a referir-se als muts, tot i que generalment es tradueix com a "ximple"). És ridiculitzat per les seves grans orelles, encara que descobreix que pot volar usant-les com a ales. El seu únic amic és el ratolí Timoteu, parodiant l'estereotipat terror dels elefants cap als rosegadors. Dumbo va ser un exercici deliberat de simplicitat i economia per a l'estudi Disney, actualment es considera com un clàssic de l'animació.

## Argument
Les cigonyes arriben, com tots els anys, fins a un pintoresc circ per repartir els nadó sa les seves respectives mares. La senyora Jumbo, una elefant, descobreix que el seu petit té unes orelles enormes; totes les seves companyes es riuen del seu nadó, però la senyora Jumbo el defensa sempre, fins al punt de ser tancada per enfrontar-se a tot aquell que es mofe del seu fillet. El petit Dumbo, maltractat i ridiculitzat per tots els seus companys, només compta amb l'ajuda d'un minúscul ratolí anomenat Timoteu, que decideix fer d'ell una estrella del circ.
El director només el veu com un complement dels pallassos, pel seu aspecte i per ser maldestre, i Dumbo se sent ridícul amb aquesta feina. Després d'emborratxar-se accidentalment, acaba volant gràcies a les seves orelles. Timoteu veu en aquest do una nova oportunitat i l'entrena amb ajuda d'una ploma suposadament màgica (en realitat és un truc per donar seguretat a l'elefant). Un grup de corbs intervé en la tasca. Dumbo acaba esdevenint una estrella de l'espectacle i pot estar amb la seva mare envoltat de comoditats.

## Doblatge al català
El doblatge al català és de 1999. Va estar a càrrec de Joaquim Sota, a partir de la traducció de Lluís Comes, i es va gravar als 103 TODD-AO Estudios de Barcelona.
| Personatge           | Veu en anglès      | Veu en català   |
| -------------------- | ------------------ | --------------- |
| Sr Cigonya           | Sterling Holloway  | Joaquim Sota    |
| Timoteu              | Edward Brophy      | Óscar Muñoz     |
| Elefanta matriarca   | Verna Felton       | Glória Roig     |
| Elefanta Giddles     | Sarah Selby        | Teresa Soler    |
| Elefanta Catty       | Noreen Gammill     | Carmen Alarcón  |
| Elefanta Prissy      | Dorothy Scott      | Silvia Llorente |
| Corb Jim Dandy       | Cliff Edwards      | Eduard Doncos   |
| Corb Ulleres         | Jim Carmichael     | Antoni Forteza  |
| Corb Barret de Palla | Hall Johnson Choir | Quim Roca       |
| Corb Fat             | Jim Carmichael     | Jaume Mallofré  |
| Corb predicador      | Hall Johnson Choir | Carles Di Blasi |
| Director del circ    | Herman Bing        | Jordi Vila      |
| Narrador             | John McLeixh       | Jordi Royo      |

## Banda sonora[4]
1. Main Title (01:47)
2. Look Out For Mister Stork (02:16)
3. Loading The Train / Casey Júnior / Stork On A Cloud / Straight From Heaven / Mother And Baby (04:58)
4. Song Of The Rustabouts (02:38)
5. Circus Parade (01:28)
6. Bathtime / Hide And Seek (01:31)
7. Ain't That The Funniest Thing / Berserk / Dumbo Shunned / A Mouse! / Dumbo And Timothy (03:23)
8. The Pyramid Of Pachyderms (01:58)
9. No Longer An Elephant / Dumbo's Sadness / A Visit In The Night / Baby Mine (03:34)
10. Clown Song (01:00)
11. Hiccups / Firewater / Bubbles / Did You See That? / Pink Elephants On Parade (06:07)
12. Up A Tree / The Fall / Timothy's Theory (01:32)
13. When I See An Elephant Fly (01:48)
14. You Ought To Be Ashamed (01:10)
15. The Flight Test / When I See An Elephant Fly (Reprise) (00:57)
16. Save My Child / The Threshold Of Success / Dumbo's Triumph / Making History / Finale (02:14)
17. Spread Your Wing (Demo Recording) (01:08)

## Al voltant de la pel·lícula
- Amb només 64 minuts, "Dumbo" és el llargmetratge animat de Disney més breu després de Saludos Amigos.
- Venint després de dues pel·lícules molt costoses com van ser Fantasia i Pinotxo l'any anterior, Dumbo va ser fet per només 812.000 dòlars. Amb tan baix cost, la pel·lícula va assolir uns beneficis molt ben acollits per l'estudi.[cal citació]
- Amb el nom de "Timothy T. Mouse" (Timoteo) en els crèdits, el ratolí mai és mencionat pel seu nom a la pel·lícula original. No obstant això, al final de la pel·lícula la seva signatura pot ser llegida sobre un contracte en una fotografia del periòdic.[5]
- El nom del circ, vist en un senyal quan el tren deixa les oficines centrals de l'hivern, és "WDP Circus" (Walt Disney Productions Circus).[6]
- Mentre tracta de confortar a Dumbo, Timoteo diu: "Moltes persones amb orelles grans són famoses!". Aquesta és una broma de Walt Disney, que tenia les orelles grans. També, d'acord amb l'historiador d'animació John Canemaker en un comentari per al llançament en DVD el 2001, en les entrevistes de 1941 el van reconèixer com una referència graciosa l'actor Clark Gable.[cal citació]
- És un dels pocs clàssics d'animació de Disney sense un malvat ben definit. Encara que els més considerats com dolents són els "Elefants Roses" i el "Mestre de Cerimònies".
- L'únic diàleg de la Sra Jumbo és quan al vagó del tren pronuncia el seu nom real: "Jumbo, Jumbo fill".[7]
- Molts dels artistes que van treballar en la seqüència dels "Elefants rosats" eren els artistes més joves en l'estudi, que es va reunir en el piquet del 28 de maig de 1941 i serien el nucli de United Productions of America, l'estudi d'animació més influent dels finals de la dècada del 1950.
- A la seqüència dels "Elefants roses"[8] es retrata a Dumbo i Timoteo borratxos i patint al·lucinacions. La seqüència va ser la primera incursió del surrealisme en una estructura de relat tradicional de Disney. La seqüència viola totes les regles que els animadors de Disney havien viscut durant la dècada anterior per crear una animació. Fantasia, en ser una continuació de seqüències musicals no es pot considerar un relat.
- Quan la pel·lícula va ser estrenada, hi havia la preocupació que l'exposició del públic a llargs períodes de colors brillants afectés la seva salut, i els colors brillants eren essencials per reflectir l'esperit del circ. Per posar remei a això, Disney va alternar les seqüències dels colors brillants amb altres d'un to més fosc, per donar temps al públic a recuperar.[cal citació]

## Guardons
Premis
- 1942: Guanyadora d'un Oscar a la millor banda sonora[9]
- 1947: Millor pel·lícula d'animació al Festival Internacional de Cinema de Canes[10]
- 1947: Millor disseny artístic en el Festival de Canes[10]

Nominacions
- 1942: Oscar a la millor cançó original (Baby Mine)[9]